# 弯曲吧！汤匙
《弯曲吧！汤匙》（日语：曲がれ!スプーン）是一部2009年上映的日本喜剧電影，由本广克行执导，长泽雅美、诹访雅、中川晴树等主演。讲述了小时候见到不明飞行物坠落的樱井米，为了追寻儿时的梦想而不断寻找超能力的故事。

## 剧情概要
樱井米（小米）因为小时候看到过不明飞行物坠落，一直相信世界上存在超常现象。长大後的小米成为了一档综艺节目《超能力者的明天》的导演助理。《超能力者的明天》的内容是找自称超能力的人到现场验证，然后让现场观众决定是否是超能力。然而，由于总是找不到真正的超能力者，节目收视惨淡。导演责令小米到各处寻找真正的超能力者。可是随着圣诞节逼近，仍然没有真正的超能力者出现。导演勒令小米在圣诞节回到东京。圣诞前一天，小米开始了最后一次的寻访，按照来信去香川县访问自称有超能力的人。
小米首先采访的是一个自称不介意男的男子。他自称能够被南美毒蜘蛛咬中而不中毒。结果不介意男中毒晕倒，小米只得将他送往医院。抱着最后一次的希望，小米前往一间叫做“念力”的咖啡馆，和最后一个寻访对象，超能力者神田见面。
同一天，“念力”咖啡馆中，几位真正的超能力者正在准备一年一度的聚会。拥有念动力的河冈和拥有操控电器能力的井手迎接了由拥有透视能力的笕介绍而来的椎名。椎名的超能力是读心术，能够通过握手感知他人脑海中的意念。首次参加聚会的椎名正看着另几人展示着各自的超能力。突然之间，和小米约在“念力”见面的神田也走进了咖啡馆。几人以为神田是馆长介绍的新人，纷纷向神田展示各自的超能力，然而神田并没有超能力，只是一个普通人。暴露了超能力的众人想着掩饰自己的能力，却随着拥有暂停时间能力的小山突然出现而失败。几位超能力者正想着如何让神田封口时，和神田有约的小米也来到了咖啡馆。众人为了不暴露超能力的事实，便让小米在店内采访神田。小米得知神田并无超能力，十分失望，准备离去。这时笕突然通过透视发现南美毒蜘蛛就在小米胸前的名片夹里。众人怕小米被毒蜘蛛咬中，但又无法向小米说明，只好让神田将小米拖住，同时想尽办法弄死蜘蛛。经过各种搞笑的手段，众人终于弄到了小米的名片夹。原来毒蜘蛛只是名片中的“米”字。分别之前，为了确定小米没有察觉众人的超能力，椎名上前与小米握手，却感受到小米多年以来对超常现象的执着和最终的失落。众人被小米的执着感动，联手上演了一场假扮圣诞老人的戏码，并故意让小米拍下。小米终于实现了儿时的愿望。
离别的时候到了，小米猜出了众人的能力，但并没有说破，她带着喜悦，搭上了回东京的电车……

## 主要角色
樱井米（长泽雅美 饰，幼时：熊田圣亚/熊田胡々 饰）
故事的女主人公，综艺节目《超能力者的明天》的节目助理。虽然对制作组的理念有不满，常常被上司训斥，但仍然为了理想而努力工作。由于小时候有过超常现象的体验，樱井米对超能力和各种奇异现象深信不疑，四处寻访真正的超能力者。
早乙女（志贺广太郎 饰）
“念力”咖啡店的店主。由于曾经被有超能力的人帮助过，所以开了“念力”咖啡店，希望能够遇到当年的恩人。他也是每年一度的超能力者聚会的召集人。众人最后发觉他其实有预知能力。
河冈（諏訪雅 饰）
拥有念动力的超能力者，能够以意念移动各种物体，但不擅长细微精巧的操作。
井手（川岛润哉 饰）
拥有操控电器能力的超能力者，但对操控家电不擅长。施展超能力时所需要集中精神，姿势怪异且无法注意外界。
筧（中川晴樹 饰）
拥有透视能力的超能力者。和椎名在公司的厕所偶遇，并将他带来聚会。
椎名（辻修 饰）
拥有读心术的超能力者，和筧在在公司的厕所偶遇，经他介绍得以参加在“念力”咖啡馆的超能力者聚会。可以通过和他人握手，感受到对方脑海中的意念。
小山（三宅弘城 饰）
拥有时间暂停能力的超能力者。可以将时间定住5秒左右，施展完后要休息一段时间才能再次施展。一开始出现时作出如同瞬移的效果，让众人以为他有空间移动能力。
神田（岩井秀人 饰）
由于身板单薄瘦长而被称为“细男”，其实并没有超能力。由于希望上电视而约樱井米在“念力”咖啡馆见面，结果被真正的超能力者吓到。
寺島進（不介意男）
饲养了许多南美毒蜘蛛的男人，为了上电视而约樱井米在自己家见面，希望展示能够被毒蜘蛛噬咬而不中毒的能力，结果中毒入院。

## 演职员

### 制作人员
- 导演：本广克行
- 原著・剧本：上田诚
- 摄影：川越一成
- 制作公司：ROBOT
- 发行：東宝
- 主题曲：YUKI「COSMIC BOX」